# Bibio nigrifemoratus
Bibio nigrifemoratus är en tvåvingeart som beskrevs av Hardy 1937. Bibio nigrifemoratus ingår i släktet Bibio och familjen hårmyggor. Inga underarter finns listade i Catalogue of Life.